# Abdullah Azzam
Abdullah Yusuf Azzam, född 14 november 1941, död 24 november 1989, var en palestinsk-jordansk muslimsk terrorist, jihadist och teolog. Han tillhörde salafismen inom sunniislam. Efter att han och hans familj flytt från det som då var det jordansk-annekterade Västbanken i samband med Sexdagarskriget 1967, bedrev han högre studier i Jordanien och Egypten innan han flyttade till Saudiarabien.
År 1979 utfärdade Azzam en fatwa till stöd för ett "defensivt jihad" med anledning av Sovjetunionens invasion av Afghanistan, och flyttade därefter till Pakistan för att stödja de afghanska mujahedin-krigarna. 
Som lärare och mentor till den saudiske militanten Osama bin Laden var Azzam en av nyckelpersonerna som övertalade bin Laden att resa till Afghanistan och personligen engagera sig i mujahedins kamp. År 1984 grundade Azzam tillsammans med bin Laden organisationen Maktab al-Khidamat – ett islamiskt stödcenter som samlade in pengar till mujahedin och rekryterade utländska, icke-afghanska krigare (de så kallade "Afghanaraberna") till deras sak. 
Efter Sovjets tillbakadragande från Afghanistan 1989 fortsatte Azzam att verka för jihadistisk kamp i andra muslimska länder. Detta arbete ledde till att han i vissa kretsar kom att kallas "den globala jihadens fader".
Den 24 november 1989 dödades Azzam i ett bilbombsattentat i Peshawar, Pakistan, av ännu okända gärningsmän.

## Uppväxt
Azzam föddes den 14 november 1941 i Silat al-Harithiya, som då låg inom det brittiska Palestinamandatet, i en familj av palestinska araber. I samband med Jordaniens annektering av Västbanken efter 1948 års arabisk-israeliska krig, beviljades Azzam – liksom de flesta palestinier – jordanskt medborgarskap.
Enligt de flesta av hans biografer beskrivs Azzam som ett exceptionellt intelligent barn. Han tyckte om att läsa, utmärkte sig i skolan och studerade ämnen som låg över hans årskursnivå.